# Csecsemő

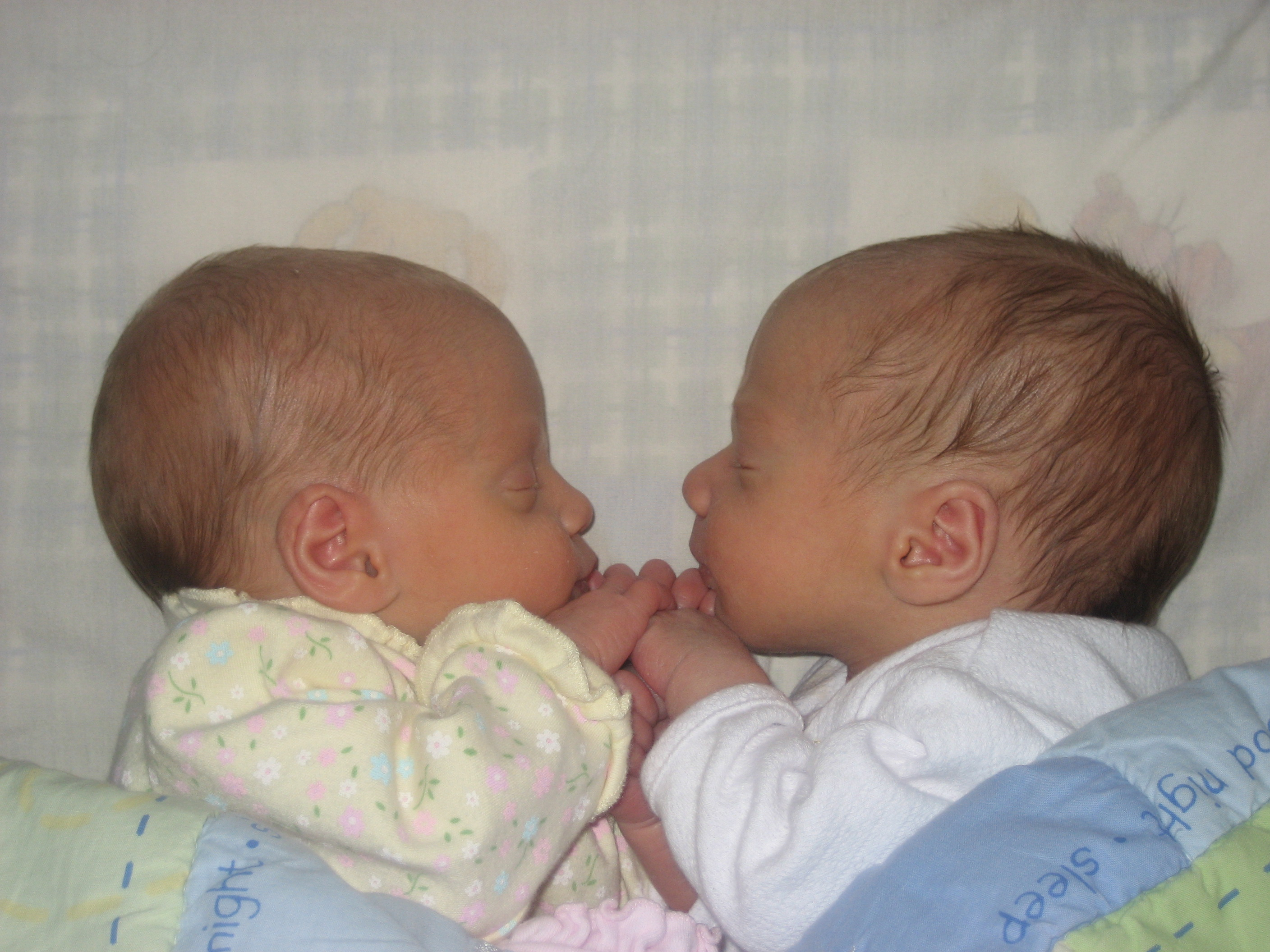
Kétpetéjű ikerpár

Csecsemőnek tekintünk minden olyan embert, aki elmúlt 8 napos, de nem töltötte be első életévét. Mások kétéves korig terjedőnek tartják ezt az életszakaszt.

## Újszülött
Orvosi szövegkörnyezetben az egy hónaposnál nem idősebb csecsemőket nevezik újszülöttnek.

## A csecsemők gondozása

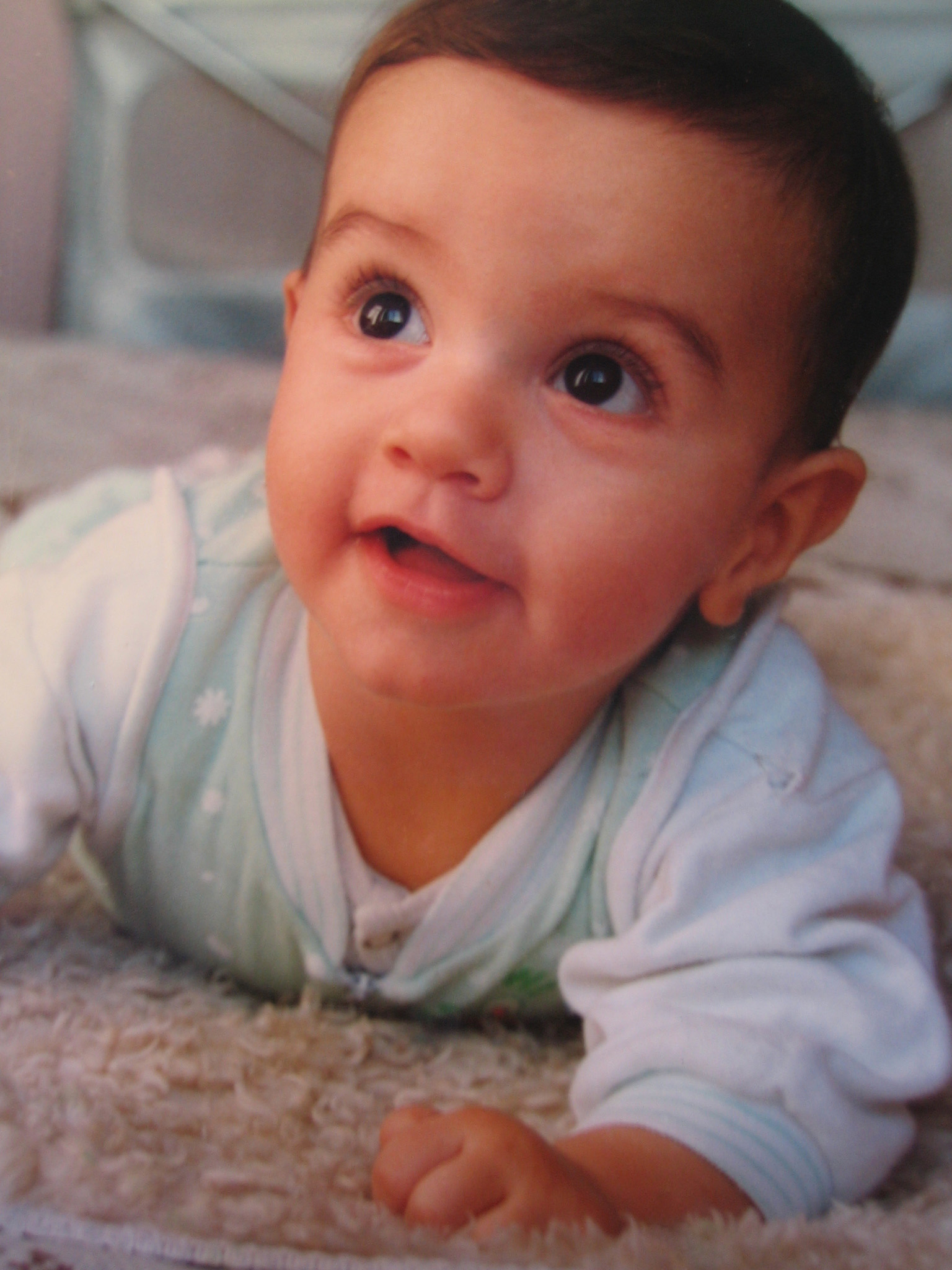
Négyhónapos csecsemő

### Anatómia
A csecsemő koponyájának elülső része már megkeményedett, ezért ott már nem annyira érzékeny, de fürdetéskor fejét tartva, a vízbe nem engedve kell mosdatni.

### Evés, ivás
Ezen korban a csecsemő az anyatejből mindent megkap, szakemberek javasolják 6 hónapos korig a kizárólagos szoptatást.

#### Anyatej
A csecsemők ideális tápláléka. Kezdetben teljes mértékben kielégíti a csecsemő igényeit, majd fokozatosan kell kiegészíteni más táplálékkal. Az anyatejes táplálást, ha az közvetlenül az anya melléből történik, szoptatásnak nevezzük, de az anyatej adható lefejve, üvegből vagy kanállal is.
Többféle szoptatási módszer létezik, vannak, akik az igény szerinti szoptatást preferálják, mások többé-kevésbé egy meghatározott rendszer szerint szoptatnak.

#### Tápszer
Anyatej hiányában a csecsemőket tápszerrel táplálják. Számtalan márka és azokon belül is sok típus létezik. Fél éves kor alatt csak olyan tápszert szabad adni, amit a gyermekorvos felír receptre. A legtöbb gyártó 1-es, 2-es, 3-as jelzéssel készít tápszereket, ez azt a sorrendet jelzi, ahogy a babának adható. Az 1-es tápszereket felírhatja a háziorvos receptre, így az áruk támogatott, a 2-es és 3-as tápszereket viszont teljes áron lehet megvásárolni, ezeket már nagyobb áruházak, drogériák is árusítják. Ezen belül is több kategória létezik. Vannak orvosok, akik minden csecsemőnek HA jelzésű tápszert írnak fel, ezek hipoallergének és nem tartalmaznak tehéntejet. Létezik még AR (anti reflux) jelzésű tápszer is, amely gyógyászati célra használt tápszer bukós csecsemőknek.

#### Bébiételek
A csecsemő érettsége szerint lehet elkezdeni a szilárd ételek adását. Mai álláspont szerint 4-6 hónapos kor között, ám erről a vélemények megoszlanak, egyes országokban már igen korán (2-2,5 hónaposan) kóstoltatnak más ízeket is a babákkal, máshol akár egyéves korig is várnak vele.
A bébiételek bevezetését szokás hozzátáplálásnak nevezni, illetve anyatejes babák esetében az első szilárd étel adásával megkezdődik az elválasztás.
A bébiételt lehet boltban vásárolni, vagy otthon készíteni. Az első bébiételek általában gyümölcsök, főként alma. A gyümölcsök után főzelékeket is kapnak a babák, ám ezek nem olyanok, mint a felnőttek főzelékei. Általában ezek mindössze vízben párolt zöldségek egy kevés főzőlével, majd később hússal. A bébiételek alapja általában a burgonya, mely besűríti az ételt. Ez azért fontos, mert a kisbabák főzelékét még nem lehet habarással vagy rántással sűríteni.
A kiscsecsemők ételeit először teljesen pépesre készítik, majd ahogy egyre több foguk nő ki, úgy válik az étel is darabosabbá.

## A csecsemő képességei

### Látás
Születés után a látórendszer nincs teljesen összehangolva: a két szem nem koordináltan, egyszerre mozog, nincs precíz fókuszálás, a látás homályos, a retinából az ingerületet az agyba szállító pályák még éretlenek. Átlagosan 20 méterről látják azt, amit a felnőttek 300 méterről, de ez tulajdonképpen nem akadályozza őket semmiben sem. Éleslátásuk 30 cm-ig terjed ki: ez pont az a távolság, amire az anyuka arca van a kisbabáétól szoptatás közben. Színlátásuk csak a 2. hónapra fejlődik ki, addig inkább csak a világos-sötét eltéréseket tudják megkülönböztetni. 2-3 hónapos korra alakul ki az összehangolt látás, a felnőttekéhez hasonló csak akkor lesz, amikor már elkezdenek mászni (7-8 hónap). Szemmozgások szempontjából megkülönböztetünk endogén és exogén formát is. Endogénről akkor beszélünk, amikor a csecsemő sötétben is pásztázó szemmozgást végez – ez mindenféle külső inger nélkül, a központi idegrendszer hatására jön létre. Az exogén azt jelöli, ha például világosban valami érdekesre fókuszál a gyerek, és ott is marad a tekintete. Ebben a pár hetes korban leginkább az erős kontrasztok kötik le a figyelmüket, mint az élek, sarkok helyei. Alakok között az újszülöttek is képesek különbséget tenni, Fantz ezt a nézőkamra segítségével vizsgálta. A nézőkamra gyakorlatilag egy doboz volt, amiben a kétnapos csecsemőt a hátára fektetve tette bele, és a doboz tetején különböző képeket mutatott neki. A képeket eltérő ideig nézték a babák, amiből arra következtetett, hogy meg tudják az ábrákat különböztetni egymástól, sőt, bizonyos dolgokat preferálnak is. Fantz arcészlelés terén is vizsgálatokat végzett: semantikus illetve összekevert arcot mutatott csecsemőknek, akik az előbbit több ideig figyelték. Sőt, 9 perces csecsemők már forgatják a fejüket, hogy az előttük mozgó arcot szemmel tarthassák: sokkal tovább követik, mint bármilyen más formát.

### Hallás
Az újszülöttek a hangos, hirtelen zajra már az első perctől kezdve reagálnak, akár fel is sírnak. Fejüket a hang forrása felé fordítják, ami arra utal, hogy az irányát is tökéletesen érzékelik. Azonban bizonyos frekvenciatartományokra kevésbé érzékenyek, ez kezdetben gyorsan, majd egyre lassuló tempóban javul. Az emberi hangra a kezdetektől fogva reagálnak,különösen a magas hangú, lassú, eltúlzó kiejtésekre – azaz pont arra a típusra, amelyet a gügyögés során használunk. Ketnapos korára már felismeri, és jobban is kedveli az anyanyelvét. A csecsemők különösen érzékenyek a fonémákra, például a p és b hangokat könnyen megkülönböztetik. Érdekesség, hogy a különböző nyelvekben a felnőtt emberek nem feltétlenül különböztetik meg az összes fonémát, például a japánok l és r hang között nem érzékelnek különbséget. Azonban a japán kisbabák hallják az eltérést, majd 6-8 hónapos korra ez a képességük eltűnik.

### Szaglás, ízérzékelés
Szaglásuk, ízérzékelésük az újszülötteknek rendkívül jól fejlett: már két napos korukban megkülönböztetik az ecetet, fokhagymát, medvecukrot, alkoholt stb. Ötnapos korukra az anyatejjel átitatott párna felé fordulnak, és 8-10 napos korukra kialakul a preferencia a saját anyjuk tejére is. Az ízek terén az édes-savanykás jellegűeket kedvelik, és miközben eltérő dolgokat kóstolnak, az arckifejezéseik hasonlóak, mint a felnőtteké: ez arra következtet, hogy az ízekre adott reakciók általánosak.

### Tapintás, hőmérséklet, testhelyzet
A babák születéstől kezdve reagálnak az érintésre, pár nappal később még a légfuvallatot is képesek megérezni. A hőmérsékletváltozásokra oly módon reagálnak, hogy ha hidegebb van, aktívabbak lesznek, többet mozognak. Mivel hirtelen zuhanásokra, esésekre reflexszerű mozgásokat végeznek, arra következtethetünk, hogy a testhelyzetüket is érzik, a középfülben az ezért felelős mechanizmusok már működnek.

### Reflexek
A korai mozgások közül nagyon sok a reflexes mozgás, ami egy speciális ingerre történő speciális, integrált, automatikus választ jelent. Ezekből általában később a bonyolult viselkedésmintázatok fejlődnek ki, de ez korántsem törvényszerű. Vannak, amik eltűnnek, mások később visszatérhetnek egy új, integráltabb, összetettebb mozgás részeként, vagy végigkísérhetik az egész életutat. Egyes reflexek az életben maradáshoz fontosak, ilyen például a pislogási-, a szopó- vagy a nyelőreflex. Vannak kevésbé tisztázott funkciójúak is, mint például a fogó (ha a tenyerére nyomást gyakorolunk, a csecsemő rázár az ujjaival), vagy a Moro-reflex, aminél a baba hirtelen zaj vagy leejtés hatására átkaroló mozdulatot végez. Ezek egyes elméletek szerint az evolúció során voltak fontosak, megint mások szerint az anya-gyerek kötödés kialakulásában van szerepük. A reflexek kapcsán vonhatunk le következtetéseket a különböző agyi központok érettségi állapotáról.